# Simeons meeuw
De Simeons meeuw (Larus belcheri) is een vogel uit de familie Laridae.

## Verspreiding en leefgebied
Deze soort komt voor aan de Pacifische kusten van Peru en Chili.